# آکادمی باله واگانووا

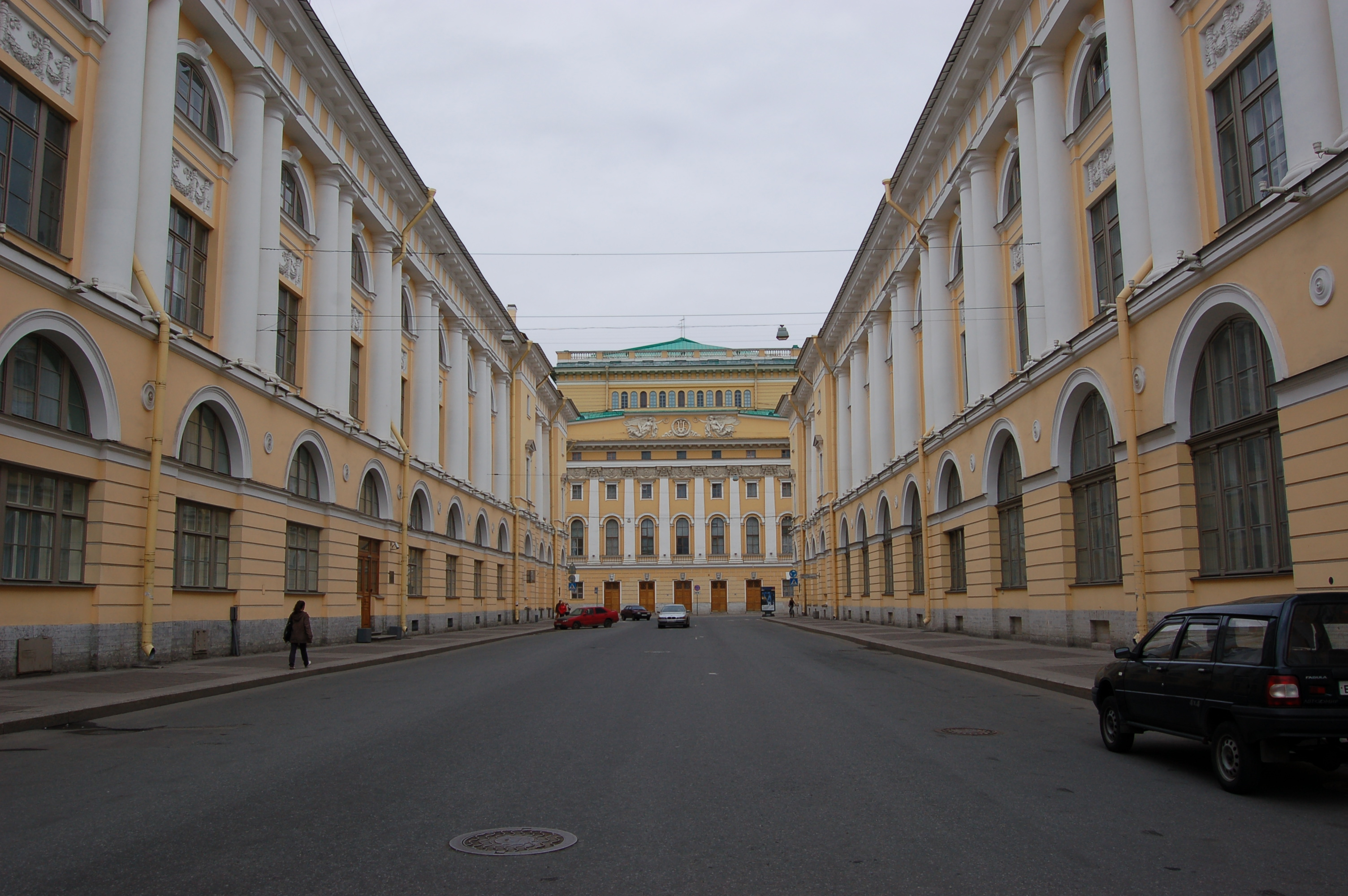
خیابان منتهی به آکادمی باله واگانووا.

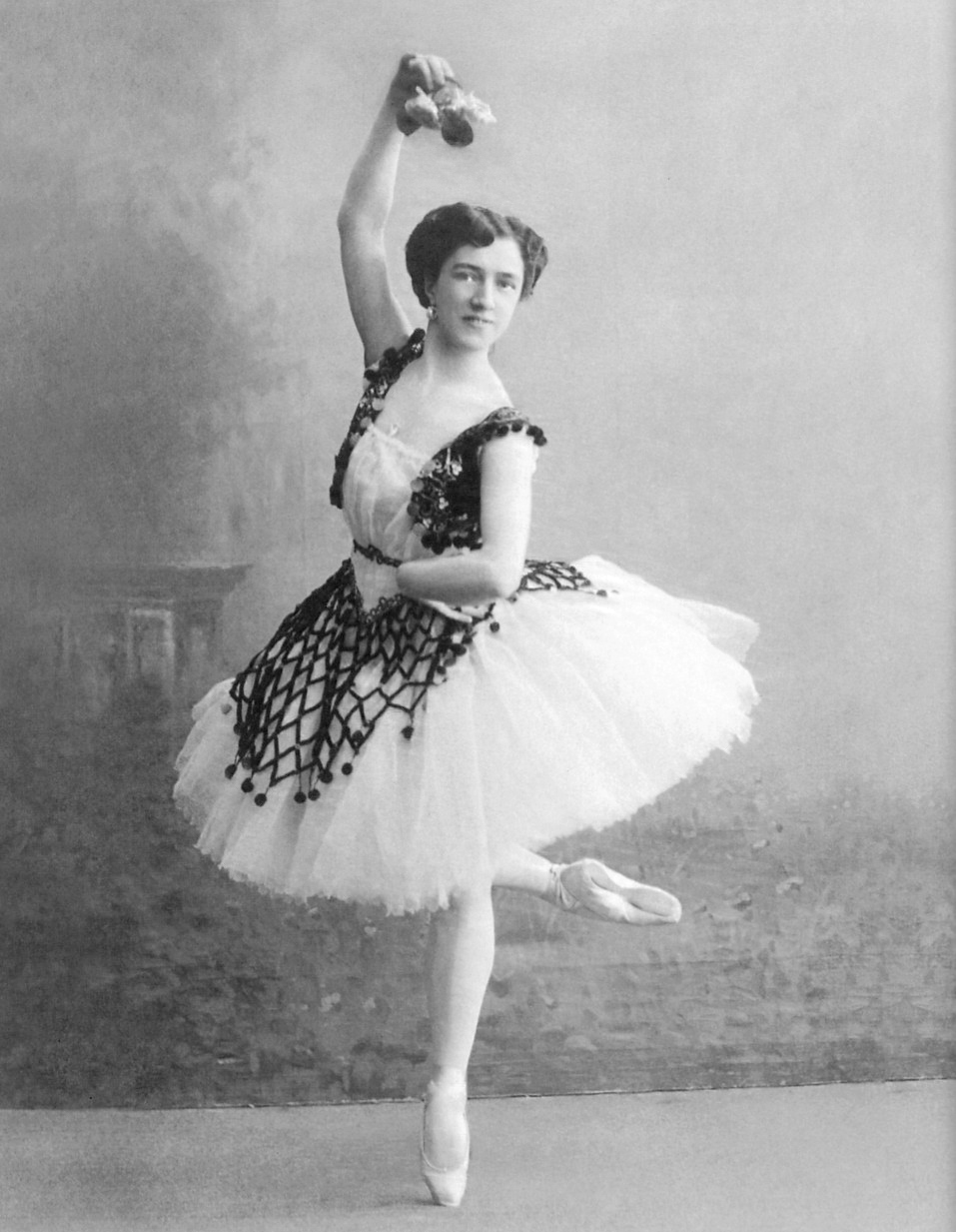
آگریپینا واگانووا در باله اسمرالدا. ۱۹۱۰

آکادمی باله واگانووا (انگلیسی: Vaganova Academy of Russian Ballet، ‏ روسی: Академии русского балета имени А. Я. Вагановой) یکی از معروفترین و قدیمی‌ترین موسسات آموزشی رقص باله در دنیاست.
این آکادمی در سال ۱۷۳۸ در شهر سن پترزبورگ روسیه و در دوران سلطنت ملکه آنا و به نام «مدرسهٔ امپراتوری باله» بنیاد گذاشته شد. بعد از انقلاب بلشویکی روسیه و در دوران اتحاد شوروی به «مؤسسهٔ دولتی رقص‌پردازی لنینگراد» تغییر نام داد. در سال ۱۹۵۷ به افتخار استاد و مدرس نامدار باله آگریپینا واگانووا  به «آکادمی باله واهانوفا» نامگذاری شد. مادام واگانووا که خود یکی از رقصندگان ممتاز روسیه بود، شیوه آموزشی منحصر بفرد خود را در همین مؤسسه پایه‌گذاری کرد. شیوه و متد آموزشی واگانووا از معتبرترین و محبوبترین شیوه‌های آموزشی باله در دنیاست.
برخی از فارغ التحصیلان آکادمی باله واگانووا از برجسته‌ترین رقصندگان، رقصپردازان و استادان رقص در طول تاریخ پیدایش این هنر هستند.
آکادمی باله واگانووا مدرسه وابسته به «باله مارینسکی» است که از پیشروترین سازمان‌های باله کلاسیک در جهان است.